# چئونگنیانگسان
چئونگنیانگسان (به لاتین: Cheongnyangsan) یک کوه در کره جنوبی است که در استان گیونگ‌سانگ شمالی واقع شده‌است. چئونگنیانگسان ۸۷۰ متر بالاتر از سطح دریا واقع شده‌است.